# Ust-Utiak
Ust-Utiak (en rus: Усть-Утяк) és un poble (un possiólok) de l'óblast de Kurgan, a Rússia, que en el cens del 2010 tenia 456 habitants. Pertany al districte de Ketovo.